# 西鲁古普帕
西鲁古普帕（Siruguppa），是印度卡纳塔克邦Bellary县的一个城镇。总人口42862（2001年）。

## 人口
该地2001年总人口42862人，其中男性21664人，女性21198人；0—6岁人口6383人，其中男3361人，女3022人；识字率51.45%，其中男性为60.11%，女性为42.59%。